# Godert Willem van Dedem (1927-1978)

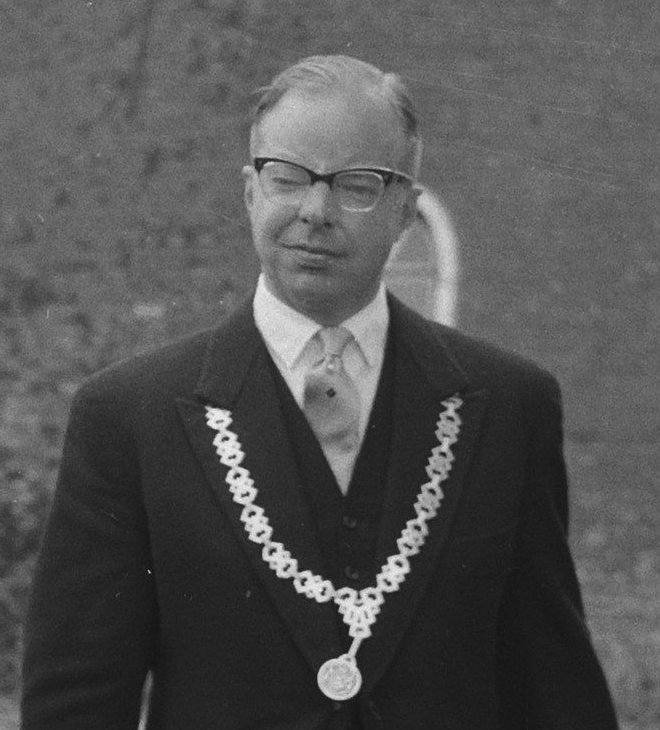
Burgemeester G.W. baron van Dedem (1961)

Godert Willem baron van Dedem (Utrecht, 28 februari 1927 – Laag Zuthem, 7 maart 1978) was een Nederlands politicus van de CHU.
Hij werd geboren als zoon van Coenraad baron van Dedem (1902-1985) en Line Frederika van Beuningen (1902-1983). Hij ging in Den Bosch naar het gymnasium en had daarna een reis naar Amerika. Vervolgens was hij als derde ambtenaar werkzaam bij de gemeentesecretarie van Woudenberg en in 1953 trad hij als tweede ambtenaar in dienst bij de gemeente Cothen waar hij later eerste ambtenaar werd. Op 15 februari 1956 werd de nog maar 28-jarige Van Dedem benoemd tot burgemeester van Heerjansdam. Hij was toen de jongste burgemeester van Nederland. Nadat de burgemeester van Brielle geschorst werd, was Van Dedem in 1963 bovendien enige tijd waarnemend burgemeester van die gemeente. In februari 1965 volgde zijn benoeming tot burgemeester van Boskoop. In november 1977 werd hem op eigen verzoek ontslag verleend en enkele maanden later overleed hij op het landgoed Den Alerdinck op 51-jarige leeftijd.